# Giuseppe Rusnati
Giuseppe Rusnati (Gallarate, 1650 – Milano, 1713) è stato uno scultore e architetto italiano di stile barocco.

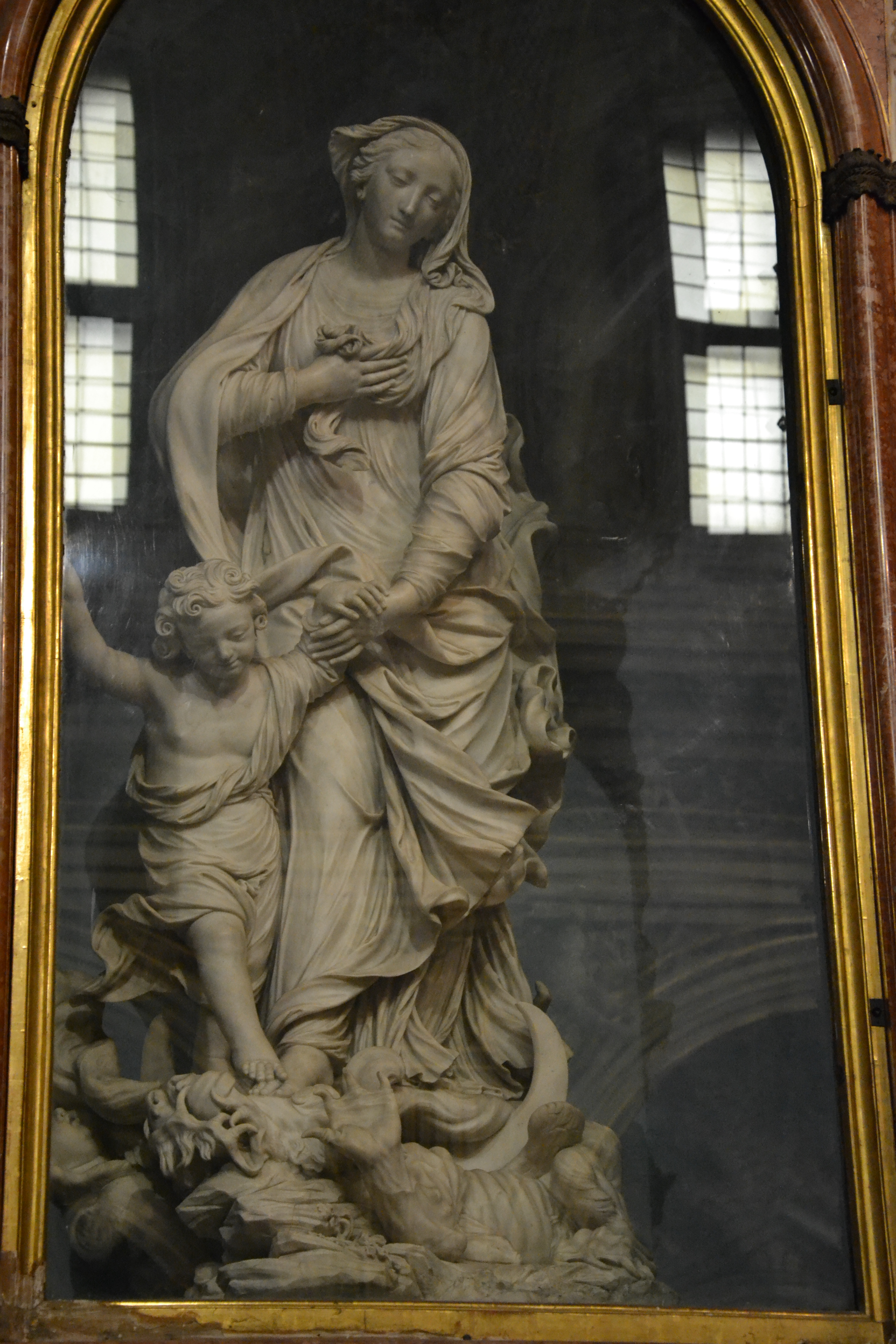
Milano, Sant'Antonio Abate - Madonna con bambino

Allievo di Dionigi Bussola, e di Ercole Ferrata a Roma, nel 1675 rientrò a Milano e dal 1677 fu attivo nel cantiere del Duomo (profeti Davide, ed Eliseo, 1678), esperienza assai importante per la sua formazione. In seguito l'artista lavorò alla Certosa di Pavia (bassorilievi Vittoria di Sant'Ambrogio sugli ariani e Natività della Vergine), e nei Sacri Monti di Domodossola, Varese e Orta San Giulio (Novara) e nella facciata di Santa Maria della Passione
Grazie alla vivacità e al leggiadro plasticismo delle sue opere, Rusnati viene considerato un anticipatore del linguaggio rococò che si diffonderà in Europa nella prima metà del Settecento.